# Тимшер (посёлок)
 Тимшер  — посёлок в Усть-Куломском районе Республики Коми, административный центр сельского поселения Тимшер.

## География
Расположен на расстоянии примерно 75 км по прямой от районного центра села Усть-Кулом на восток-северо-восток.

## История
Возник в 1931 году как «Мыелдинская механизированная база», с 1935 Тимшер. Представлял собой лагерный пункт для заключённых. В 1941 году лагерь был закрыт и позже заселён спецпереселенцами. В 1956 году отмечен как посёлок лесозаготовителей. На картах 1940-х годов обозначался как лесопункт 1-й участок. В 1959 году проживало 997 человек, 1970 — 2095, в 1989 — 1696 (русские 51 %, коми 27 %), в 1995 1545.

## Население
Постоянное население составляло 1303 человека (коми 53 %, русские 32 %) в 2002 году, 1082 в 2010.